# Constantine (filme)
Constantine é um filme de 2005 dirigido por Francis Lawrence, uma adaptação para o cinema do personagem da DC Comics John Constantine, protagonista da revista Hellblazer. O filme é estrelado por Keanu Reeves e Rachel Weisz.
Apesar do título da revista na qual Constantine é baseada ser Hellblazer, este título foi descartado pelos produtores devido a sua semelhança com Hellraiser (1987). Alan Moore inicialmente queria que a HQ se chamasse Hellraiser, por conta do nome pertencer a série de filmes, mas o deixou como Hellblazer.

## Sinopse
O solitário Constantine tenta garantir seu lugar no paraíso enviando demônios de volta ao inferno, mas seu destino está ligado ao de Angela, uma policial que investiga o suposto suicídio de sua irmã gêmea.

## Elenco
- Keanu Reeves como John Constantine
- Rachel Weisz como Angela e Isabel Dodson
- Shia LaBeouf como Chas Kramer
- Djimon Hounsou como Meia-Noite
- Gavin McGregor Rossdale como Balthazar
- Tilda Swinton como anjo Gabriel
- Peter Stormare como Lúcifer
- Pruitt Taylor Vince como Padre Hennessy
- Jesse Ramirez como Scavenger
- José Zúñiga como Detetive Weiss
- Francis Guinan como Padre Garret
- April Grace como Dra. Leslie Archer
- Quinn Buniel como Constantine (aos 10 anos)
- Nicholas Downs como Church Attendant
- Larry Cedar como Vermin Man
- Matthew McGrory como Demônio
- Michelle Monaghan como Ellie
- Max Baker como Beeman

## Recepção
O público pesquisado pelo CinemaScore deu ao filme uma nota média de "B" em uma escala de A+ a F.
No consenso do agregador de críticas Rotten Tomatoes diz que, "apesar de valores de produção sólidos e uma premissa intrigante, Constantine não tem o foco de outra bem gravada película espiritual, Matrix." Na pontuação onde a equipe do site categoriza as opiniões da grande mídia e da mídia independente apenas como positivas ou negativas, o filme tem um índice de aprovação de 46% calculado com base em 230 comentários dos críticos. Por comparação, com as mesmas opiniões sendo calculadas usando uma média aritmética ponderada, a nota alcançada é 5,5/10.
Em outro agregador, o Metacritic, que calcula as notas das opiniões usando somente uma média aritmética ponderada de determinados veículos de comunicação em maior parte da grande mídia, tem uma pontuação de 50/100, alcançada com base em 41 avaliações da imprensa anexadas no site, com a indicação de "revisões mistas ou neutras".